# Safi Faye
Safi Faye (Dakar, 22 de novembre de 1943) és una directora de cinema i etnòloga senegalesa. Va ser la primera dona africana subsahariana a dirigir un llargmetratge de distribució comercial, Kaddu Beykat, estrenat el 1975. Ha dirigit diversos documentals i pel·lícules de ficció centrats en la vida rural a Senegal.

## Biografia
Faye va néixer el 1943 a Dakar, Senegal, en una aristocràtica família Serer. Els seus pares eren de Fad'jal, un poble al sud de Dakar. Va anar a l'escola Normal de Rufisque i, en rebre el certificat de mestra el 1962 o 1963, va començar a ensenyar a Dakar.
L'any 1966 va assistir al Festival d'Art Negre de Dakar i va conèixer l'etnòleg i cineasta francès Jean Rouch, qui la va animar a utilitzar la realització de pel·lícules com a eina etnogràfica. Faye va tenir un paper actoral en la seva pel·lícula de 1971 Petit à petit i, malgrat que va manifestar que no li agradava la pel·lícula de Rouch, va admetre que treballar amb ell li va permetre aprendre sobre cinema i cinéma vérité. Als anys setanta va estudiar etnologia a l'École pratique donis hautes études i després a l'Escola de Cinema Lumière. Es va mantenir treballant com a model, actriu i en efectes de so de pel·lícules. El 1979 va obtenir un doctorat en etnologia de la Universitat de París. De 1979 a 1980 va estudiar producció de video a Berlín i va ser professora convidada a la Universitat Lliure de Berlín. L'any 1988 va titular-se en etnologia a la Sorbona.

## Carrera
La seva primera pel·lícula, en la qual també va actuar, va ser el curt de 1972 titulat La Passant, que s'inspirava en les seves experiències com a estrangera a París. El film segueix a una dona (Faye) que camina per un carrer i va notant les reaccions dels homes que té a prop.
El seu primer llargmetratge va ser Kaddu Beykat, que significa La veu del camperol en wólof i que va ser conegut internacionalment com Letter from My Village o News from My Village. Per a fer-lo va obtenir finançament del Ministeri de Cooperació francès. Estrenat el 1975, va esdevenir el primer llargmetratge fet per una africana subsahariana que es va distribuir comercialment i a Faye li va suposar el reconeixement internacional. Al Senegal es va prohibir la seva estrena. L'any 1976 va guanyar el Premi FIPRESCI de la Federació Internacional de Crítics de Cinema (empatat amb Chhatrabhang) i el Premi OCIC.
El documental de 1983, Selbé: One Among Many, segueix a una dona de 39 anys anomenada Sélbe que treballa per mantenir als seus vuit fills des que el seu espòs va marxar del poble per buscar feina. Selbé conversa regularment amb Faye, que roman fora de la pantalla, i descriu la seva relació amb el seu espòs i la vida quotidiana al poble.
Les seves pel·lícules són més conegudes a Europa que en la seva Àfrica natal, on rarament s'exhibeixen.

## Filmografia
- 1972: La Passante
- 1975: Kaddu Beykat
- 1979: Fad'jal
- 1979: Goob na nu
- 1980: Man Sa Yay
- 1981: Les âmes au soleil
- 1983: Selbe: One Among Many
- 1983: 3 ans 5 mois
- 1985: Racines noires
- 1985: Elsie Haas, femme peintre et cinéaste d'Haiti
- 1989: Tesito
- 1996: Mossane